# Petrov Val
Petrov Val (ruso: Петро́в Вал) es una ciudad rusa, ubicada en el raión de Kamyshin de la óblast de Volgogrado.
En 2021, el territorio de la ciudad tenía una población de 12 569 habitantes, de los que 12 526 vivían en la propia ciudad y el resto en su única pedanía: el posiólok rural de Avilovski. Petrov Val es la localidad más poblada del raión, ya que Kamyshin forma un ókrug urbano separado y no se incluye en el raión del que es sede administrativa.
Se ubica junto a la orilla oriental del río Ilovliá, unos 5 km al oeste de Kamyshin, en la salida de la carretera 18A-1 que lleva a Kótovo y Zhírnovsk.

## Historia
Fue fundado en 1942 como poblado ferroviario provisional, para dar servicio a una línea ferroviaria militar que aportaba provisiones a las tropas de la batalla de Stalingrado. Su topónimo hace referencia a un proyecto fallido de construir el canal Volga-Don en el siglo XVIII, que habían intentado ejecutar aquí sin éxito los ingenieros al servicio de Pedro I. Debido a su origen militar, la localidad estaba formada íntegramente por estructuras subterráneas, hasta que en torno a 1950 comenzaron a construirse los actuales edificios de ladrillo sobre la superficie. El poblado ferroviario dejó de ser provisional en 1947, cuando se abrió aquí un gran depósito de locomotoras, que formó la intersección de la línea de Sarátov a Volgogrado con la línea de Tambov a Kamyshin. Adoptó el estatus de ciudad en 1988.